# Trastorno de personalidad
Los trastornos de personalidad son un conjunto de perturbaciones o anormalidades que se dan en las dimensiones emocionales, afectivas, motivacionales y de relación social.
Los trastornos de personalidad se incluyen como trastornos mentales del Eje II en el Manual diagnóstico y estadístico de los trastornos mentales de la Asociación Estadounidense de Psiquiatría, y en la sección de trastornos mentales y del comportamiento en el manual CIE de la Organización Mundial de la Salud (OMS). Personalidad, que se define psicológicamente, como rasgos mentales y de comportamiento permanentes que distinguen a los seres humanos. Un trastorno de personalidad se define como experiencias y comportamientos que difieren de las normas sociales y expectativas. Las personas diagnosticadas con un trastorno de la personalidad pueden tener alteraciones en la cognición, emotividad, funcionamiento interpersonal o en el control de impulsos. En general, los trastornos de personalidad se diagnostican al 40-60 % de los pacientes psiquiátricos, y representa el diagnóstico psiquiátrico más frecuente.
Estos patrones de conducta son típicamente asociados con alteraciones sustanciales en algunas tendencias de comportamiento de un individuo, por lo general involucran varias áreas de la personalidad, y casi siempre se asocia con perturbaciones significativas en la esfera personal y social. Además, un trastorno de personalidad es inflexible y se extiende a muchas situaciones, debido en gran parte al hecho de que tales comportamientos anormales son egosintónicos, en el que los elementos de la conducta, pensamientos, impulsos, mecanismos y actitudes de una persona están de acuerdo con el yo y con la totalidad de su personalidad; y por tanto, se percibe como adecuados por el afectado. Este comportamiento puede suponer estilos de afrontamiento desadaptativos, que pueden conducir a problemas personales y otros trastornos comórbidos, tales como desórdenes de ansiedad muy severos, trastornos depresivos y, aunque con menor frecuencia, trastornos bipolares. Los trastornos límites y mixtos de la personalidad comparten características muy parecidas a este último trastorno, estando en ocasiones asociados. La aparición de estos patrones de comportamiento por lo general se remonta al principio de la adolescencia y el comienzo de la edad adulta y, en algunos casos, a la infancia.
Debido a que la teoría y el diagnóstico de los trastornos de personalidad se derivan de las expectativas culturales dominantes, su validez es cuestionada por algunos expertos, sobre la base de su invariable subjetividad. Ellos argumentan que la teoría y el diagnóstico de los trastornos de la personalidad se basan estrictamente en consideraciones de tipo social, sociopolíticas e incluso económicas.

## Fundamentación
A diferencia de la dimensión cognitiva (percepciones, memoria, atención, inteligencia, creatividad, lenguaje), al hablar de personalidad se les da preferencia a los procesos emotivos y tendenciales del individuo, aunque los diferentes factores ejercen una influencia directa entre sí.
Es una experiencia interna, del comportamiento, estable, que se aparta de las expectativas socioculturales, que provoca síntomas no asociados a otras enfermedades mentales y que te genera un malestar que te impide desarrollar tu vida con normalidad.
Los desajustes o trastornos son un producto de diferentes causas biológicas o medioambientales y, aunque haya que hacer clasificaciones según ciertas categorías comúnmente aceptadas, el diagnóstico debe hacerse de forma individual. Hay que tener presente que la misma causa puede tener síndromes diferentes y un síndrome determinado puede ser la manifestación de causas diversas, condicionada por la constitución biológica y el medio familiar, escolar y social. Aunque no todos los trastornos de personalidad llevan a conductas de inadaptación social, hay una frecuencia de que las perturbaciones emocionales dan como consecuencia un desajuste social.

## Clasificación
Los dos principales sistemas de clasificación, el CIE y el DSM, deliberadamente han fusionado sus diagnósticos hasta cierto punto, pero aún sigue habiendo diferencias. Por ejemplo, el CIE-10 no incluye el trastorno narcisista de la personalidad como una categoría distinta, mientras que el DSM-IV no incluye la transformación persistente de la personalidad tras experiencia catastrófica o tras enfermedad psiquiátrica. El CIE-10 clasifica el trastorno esquizotípico de la personalidad del DSM-IV como una forma de esquizofrenia y no como un trastorno de la personalidad. El DSM-IV sitúa los trastornos de personalidad como entidades separadas de los trastornos mentales (Ejes), mientras que el CIE no utiliza un sistema multiaxial. El diagnóstico y agrupación de los trastornos de personalidad genera controversia y polémica, pues no están bien definidos los criterios para diferenciarlos de otros trastornos mentales o distinguir las categorías particulares de trastornos de la personalidad unas de otras.

### Lista de trastornos de personalidad definidos en el DSM
El DSM-IV-TR (Manual diagnóstico y estadístico de los trastornos mentales de la Asociación Psiquiátrica de Estados Unidos) menciona diez trastornos de personalidad, los cuales se agrupan en tres grupos:

### Grupo A (trastornos raros o excéntricos)
- Trastorno paranoide de la personalidad, personalidad paranoide, que tiene más vulnerabilidad a la paranoia. Se da mayormente en pacientes o individuos que tienen asociada ya la enfermedad de esquizofrenia. Son personas suspicaces, con hipervigilancia, hipersensibilidad, aislamiento, problemas laborales y personales, están siempre a la defensiva, con recelo, son fríos y sin sentido del humor. No aceptan que tienen este trastorno, con lo que conlleva no aceptar el tratamiento al mismo. Se considera uno de los trastornos de personalidad más peligroso.
- Trastorno esquizoide de la personalidad, personalidad esquizoide, suele estar asociado a la esquizofrenia. Son personas con dificultades para establecer relaciones interpersonales, se aíslan y tienen dificultades emocionales, fríos y escasamente empáticos, no tienen intereses comunes, ni amigos. En muchos de los casos se da la enfermedad de la anhedonia crónica.
- Trastorno esquizotípico de la personalidad, personalidad esquizotípica, se da una relación con la esquizofrenia pero no siempre que se dé esta enfermedad se dará este trastorno y viceversa. Individuos solitarios y autosuficientes, consideran a las demás personas como intrusos, son observadores de la vida y necesitan guardar distancias. Tienen ideas paranoides, creencias raras y pensamientos mágicos y tienen una gran ansiedad social, sobre todo con gente desconocida.

Este grupo de trastornos se caracteriza por un patrón penetrante de cognición (por ej. sospecha), expresión (por ej. lenguaje extraño) y relación con otros (por ej. aislamiento) anormales. Son individuos retraídos, fríos, suspicaces o irracionales.

### Grupo B (trastornos dramáticos, emocionales o erráticos)
- Trastorno antisocial de la personalidad, personalidad antisocial, caracterizada por el desprecio y la violación de los derechos de los demás.
- Trastorno límite de la personalidad, personalidad límite o borderline. Se caracteriza por la impulsividad del individuo y por su inestabilidad en las relaciones interpersonales.
- Trastorno histriónico de la personalidad, personalidad histriónica. Esta personalidad es característica de conductas demandantes de atención y con una emotividad excesiva.
- Trastorno narcisista de la personalidad, personalidad narcisista. Caracterizada por la falta de empatía, una necesidad continua de admiración y el sentimiento de grandiosidad.

Estos trastornos se caracterizan por un patrón persistente de violación de las normas sociales (por ej. comportamiento criminal), comportamiento impulsivo, emotividad excesiva y grandiosidad. Presenta con frecuencia acting-out (exteriorización de sus rasgos), llevando a rabietas, comportamiento auto-abusivo y arranques de rabia. Son individuos melodramáticos, susceptibles, buscan atención, estados de ánimo lábiles, con frecuencia superficiales y muchas veces tienen conflictos interpersonales intensos.

### Grupo C (trastornos ansiosos o temerosos)
- Trastorno de la personalidad por evitación, personalidad fóbica o evitativa, basada en la inhibición social. Esta personalidad está caracterizada por sentimientos de incompetencia e hipersensibilidad a la evaluación negativa.
- Trastorno de la personalidad por dependencia, personalidad dependiente, caracterizada por un comportamiento sumiso y por una excesiva necesidad de ser cuidado.
- Trastorno obsesivo-compulsivo de la personalidad, trastorno anancástico de la personalidad o personalidad obsesivo-compulsiva. Esta personalidad es característica de una excesiva preocupación por el orden, el perfeccionismo y el control.

Este grupo se caracteriza por un patrón penetrante de temores anormales, incluyendo relaciones sociales, separación y necesidad de control. Son individuos ansiosos, tensos, con frecuencia con un control extremo. 

## Diagnóstico
Pruebas para evaluar la personalidad
Para evaluar la personalidad normal tenemos pruebas como el cuestionario MIPS, de Millon, el 16PF-5 y HSPQ de Cattell que van a tratar a adolescentes y el test de Rorschach (TAT) que evalúa aspectos de la personalidad como impulsos, emociones, etc.
Para evaluar la personalidad patológica hay estudios como el MMPI-2 de Hathaway y Mackinley que es una de las más utilizadas del mundo, las pruebas MCMI-III y MACI de Millon y el Test de Rorschach entre otros.

#### MCMI-II
El MCMI-II (Millon Clinical Multiaxial Inventory-2) es un inventario de personalidad basado en la teoría de Ted Millon. Consta de 175 ítems, que se responden en formato de verdadero/falso. La duración aproximada de la prueba es de 25 a 30 minutos. En su adaptación española, el MCMI-II incluye: 
- Diez escalas básicas de personalidad
- Tres escalas de personalidad patológica
- Ocho síndromes de gravedad moderada

- Tres síndromes graves

Cuando las puntuaciones superan los puntos de corte establecidos, se indica una mayor rigidez en el estilo de personalidad y, potencialmente, una mayor gravedad del trastorno correspondiente.
El Manual de la adaptación española sugiere que el MCMI-II no debe utilizarse con poblaciones normales, sino que es apropiado para individuos con síntomas psicológicos o que participan en evaluaciones psicodiagnósticas o psicoterapia. Este instrumento es comúnmente usado en la investigación, especialmente en estudios de personalidad de sujetos relacionados con delitos violentos, como agresores y homicidas. Ejemplo de ello lo encontramos en la evaluación de trastornos de personalidad en una muestra forense que han realizado Máximo Winberg Nodal y Ramón J. Vilalta Suárez.
Los problemas que presenta la adaptación española del MCMI-II como herramienta diagnóstica 
El MCMI-II es un cuestionario usado en psicología clínica que busca ayudar en el diagnóstico de trastornos mentales. Este test usa una técnica llamada puntuaciones de tasa base (TB), en lugar de simplemente comparar las respuestas de un paciente con una distribución general. Las puntuaciones TB relacionan los resultados del cuestionario con la prevalencia real de los trastornos en una muestra clínica representativa. Esto significa que el MCMI-II ajusta sus "puntos de corte" en cada escala (como la de depresión) para que reflejen mejor el porcentaje real de casos en la población clínica. Así, si un 25% de los pacientes tiene depresión, el punto de corte para el diagnóstico de depresión en el cuestionario solo debería superarse por el 25% de los pacientes evaluados.
El propósito principal de estas puntuaciones TB es aumentar la precisión diagnóstica, ya que el objetivo no es solo ver en qué nivel se encuentra el paciente en comparación con otros, sino calcular la probabilidad de que el paciente pertenezca a un grupo con un diagnóstico específico.
Problemas en la versión española: Sin embargo, la adaptación española del MCMI-II presenta problemas en dos aspectos:
1. En cómo se transforman las puntuaciones directas (PD) en puntuaciones TB.
2. En la validez de estos puntos de corte, es decir, en qué tan precisos son para diagnosticar correctamente.

La adaptación española del MCMI-II presenta varios problemas en sus baremos, lo que plantea dudas sobre su uso en el diagnóstico. Estos problemas son:
1. Inconsistencias entre partes del manual: En las dos primeras ediciones, los baremos presentados en los anexos no coinciden con los puntos de corte y medianas en las tablas principales del manual. Esta falta de concordancia es importante, ya que debería existir uniformidad en los valores indicados.
2. Diferencias con la versión estadounidense: Las escalas en los baremos españoles se desvían significativamente de los estadounidenses, lo cual podría justificarse por las diferencias culturales entre ambas poblaciones. Sin embargo, estas discrepancias son demasiado grandes y no corresponden con lo que se observa en otros tests psicológicos similares.
3. Cambio de baremos en la tercera edición: La tercera edición de la adaptación española incluye nuevos baremos para la población española, que reemplazan a los de las dos primeras ediciones, lo que genera confusión sobre cuál debería ser la referencia estándar.
4. Falta de estudios de validez: Para usar puntos de corte de manera fiable, se necesitan estudios que respalden su precisión diagnóstica. Sin embargo, ninguna de las ediciones en español del MCMI-II ofrece estudios de validez para sus puntos de corte, limitándose a reportar índices de consistencia interna. Esto es insuficiente, ya que no permite evaluar la eficacia del test para diagnosticar trastornos específicos.

### DSM-IV
El DSM-IV enumera los criterios diagnósticos generales que debe cumplir un trastorno de la personalidad, además de los criterios específicos para cada trastorno de la personalidad en particular:
- A. Un patrón permanente de experiencia interna y de comportamiento que se aparta acusadamente de las expectativas de la cultura del sujeto. Este patrón se manifiesta en dos (o más) de las áreas siguientes:

1. Cognición (p. ej., formas de percibir e interpretarse a uno mismo, a los demás y a los acontecimientos).
2. Afectividad (p. ej., la gama, intensidad, labilidad y adecuación de la respuesta emocional).
3. Actividad interpersonal.
4. Control de los impulsos.

- B. Este patrón persistente es inflexible y se extiende a una amplia gama de situaciones personales y sociales.

- C. Este patrón persistente provoca malestar clínicamente significativo o deterioro social, laboral o de otras áreas importantes de la actividad del individuo.

- D. El patrón es estable y de larga duración, y su inicio se remonta al menos a la adolescencia o al principio de la edad adulta.

- E. El patrón persistente no es atribuible a una manifestación o a una consecuencia de otro trastorno mental.

- F. El patrón persistente no es debido a los efectos fisiológicos directos de una sustancia (p. ej., una droga, un medicamento) ni a una enfermedad médica (p. ej., traumatismo craneal).[18]

### CIE-10
El CIE-10 introduce los diagnósticos específicos de cada trastorno de personalidad con unos criterios de referencia generales que son similares:
- Pautas para el diagnóstico:

Se requiere la presencia de una alteración de la personalidad no directamente atribuible a una lesión o enfermedad cerebral importante, o a otros trastornos psiquiátricos, que reúna las siguientes pautas:
1. Actitudes y comportamiento marcadamente faltos de armonía, que afectan por lo general a varios aspectos de la personalidad, por ejemplo, a la afectividad, a la excitabilidad, al control de los impulsos, a las formas de percibir y de pensar y al estilo de relacionarse con los demás.
2. La forma de comportamiento anormal es duradera, de larga evolución y no se limita a episodios concretos de enfermedad mental.
3. La forma de comportamiento anormal es generalizada y claramente desadaptativa para un conjunto amplio de situaciones individuales y sociales.
4. Las manifestaciones anteriores aparecen siempre durante la infancia o la adolescencia y persisten en la madurez.
5. El trastorno conlleva un considerable malestar personal, aunque este puede también aparecer solo en etapas avanzadas de su evolución.
6. El trastorno se acompaña, por lo general aunque no siempre, de un deterioro significativo del rendimiento profesional y social. Para diagnosticar la mayoría de los tipos citados más abajo, se requiere a menudo la presencia de al menos tres de los rasgos o formas de comportamiento que aparecen en su descripción.[19]

Para diagnosticar la mayoría de los trastornos de personalidad, se requiere la presencia de al menos tres de los rasgos o formas de comportamiento que aparecen en cada descripción.
El CIE añade que para las diferentes culturas puede sea necesario desarrollar un conjunto específico de criterios que tenga en consideración las normas, reglas y obligaciones sociales de cada región o cultura.

### Cuestionario Factorial de la Personalidad (16PF)
Es un cuestionario que consta de 185 ítems con tres alternativas de respuesta (dos extremos y una alternativa intermedia).
Mide 16 rasgos de primer orden, que dan una información rica y detallada de la personalidad del sujeto y cinco dimensiones globales, las cuales narran la relación de los rasgos de primer orden.
Con los resultados obtenidos se crea un amplio concepto de la personalidad del sujeto.

## Trastorno de personalidad Vs personalidad sana
Un trastorno de personalidad es un modo patológico de ser y comportarse que:
- Es omnipresente: se pone de manifiesto en la mayor parte de las situaciones y contextos, y abarca un amplio rango de comportamientos, sentimientos y experiencias.
- No es producto de una situación o acontecimiento vital concreto, sino que abarca la mayor parte del ciclo vital del individuo.
- Es inflexible, rígido.
- Dificulta la adquisición de nuevas habilidades y comportamientos, especialmente en el ámbito de las relaciones sociales: perjudica el desarrollo del individuo.
- Hace al individuo frágil y vulnerable ante situaciones nuevas que requieren cambios.
- No se ajusta a lo que cabría esperar para ese individuo, teniendo en cuenta su contexto sociocultural.
- Produce malestar y sufrimiento al individuo o a quienes le rodean: provoca interferencias en diversos ámbitos (social, familiar, laboral, etc.).
- El malestar es más bien consecuencia de la no aceptación por parte de los demás del modo de ser del individuo más que una característica intrínseca del trastorno: en general suelen ser egosintónicos (de acuerdo con el yo).
- Por lo antedicho, la conciencia de enfermedad o anomalía es escasa o inexistente.[21]

En cambio una personalidad sana responde a las siguientes características:
- Adaptativa.
- Flexible.
- Funcionamiento autónomo y competente en diferentes áreas de la vida.
- Habilidad para establecer relaciones interpersonales satisfactorias.
- Capacidad para conseguir metas propias, con el consiguiente sentimiento de satisfacción subjetiva.

## Posibilidad de manifestaciones violentas en individuos con trastornos de personalidad
El Gobierno del Reino Unido en 1983 estableció el término de “trastorno de la personalidad grave y peligrosa”, los cuales tenían que presentar una serie de características:
- Tener elevadas posibilidades de llevar a cabo un hecho delictivo.
- Que haya una posible correlación entre el Trastorno de la personalidad y el riesgo de la violencia.
- Que presente un trastorno de la personalidad grave por tener una puntuación elevada en la Escala de Psicopatía por encima de 30.

Este “diagnóstico político” no fue muy aceptado por la falta de rigor científico y las consecuencias morales que llevaban consigo.
Los trastornos de personalidad en la población carcelaria en un estudio (Álvaro, 2007), muestra prevalencias elevadas del 60 % de trastornos de personalidad, especialmente de trastorno antisocial con un 30 % muy relacionando por el consumo de drogas y son los que presentan el perfil carcelario de nivel de gravedad más elevada, el trastorno límite con un 17 % relacionado con la toma de drogas y comportamiento “autoagresivos”, pero sin constancia de comportamientos agresivos, y de otros trastornos no especificados con el 14 %.
Otro estudio, (Fernández-Montalvo y Echeburúa, 2004) muestra prevalencias de trastorno obsesivo-compulsivo con un 57,8 %, de trastorno dependiente con un 34,2 %, trastorno paranoide del 25 % y trastorno antisocial de 19,7 %, aunque este estudio disminuye en otro estudio realizado por estos mismos investigadores al 12-15 %. Todos estos trastornos de prevalencia fueron detectados en personas condenas que ejercieron “violencia grave contra la mujer”.
Otro de los estudios, cuyos resultados provienen de las “sentencias judiciales” de la Audiencia Provincial como del Tribunal Supremo mostraron que en hombres predominaba como la prevalencia más elevada el trastorno antisocial con el 39,14 %, seguido del límite 28,18 % y el paranoide con el 18,66 %; en cambio en mujeres es más frecuente el trastorno límite.
En muchas ocasiones no es muy claro que estas conductas, que tienen las personas encarceladas, sean producto de Trastornos de la personalidad, sino que pueden ser producto del recrudecimiento de los rasgos de personalidad producto del “procedimiento penal o de la prisionización”. Añadiendo a esto que en este tipo de sujetos se producen gran cantidad de “procesos de simulación-exageración” que hace que los datos finales obtenidos se alteren. Tampoco serían fiables el uso de autoinformes o test de investigaciones transversales, ya que no nos permitiría realizar un adecuado diagnóstico de Trastorno de la personalidad porque no nos aportarían dos datos fundamentales para ello: el comienzo temprano y la activa presencia en el tiempo y en la situación de esos “rasgos desadaptativos”.
Mediante el uso de investigaciones longitudinales (concretamente 5 años) en una población se pudo comprobar que las personas que tenían trastorno de la personalidad su violencia aumentaba si ese trastorno era combinado con el abuso de alcohol u otras drogas.
Añadir que es cierto que muchos de los sujetos presentan más de un trastorno de la personalidad.
A pesar de todo, se deben realizar más investigaciones para averiguar en realidad cuál es el influjo que tienen los trastornos de la personalidad en los comportamientos violentos y en su verdadera peligrosidad. Se sabe que el mayor riesgo que pueden tener estas personas es la reincidencia, pero también es cierto que hay que recalcar que lo que ocurre en realidad es:
- que la mayor parte de las personas que tienen algún trastorno de la personalidad no son agresivos ni lo han llegado a ser;
- que la mayoría de veces son más víctimas que criminales;
- que los trastornos de la personalidad no tienen por qué estar relacionadas con comportamientos agresivos de forma fija;
- que un trastorno de la personalidad no demuestra por sí solo el comportamiento violento.